# Leonor Lavado
Leonor Lavado (Puente Genil, Córdoba, 19 de septiembre de 1987) es una actriz, imitadora, humorista, presentadora y youtuber española. 

## Biografía
Desde los 8 años empieza a tener su primer contacto con el teatro de su localidad, Puente Genil. Iniciándose con pequeños papeles escolares y continuando en talleres teatrales hasta finalmente estudiar Arte Dramático en la ESAD de Sevilla. Durante esos años, participa en diversas compañías teatrales.
En 2014, subió un video Youtube  donde imitaba a distintos personajes famosos del panorama nacional, lo que le llevó a participar en varios programas de televisión como Los viernes al show, Zapeando, El último mono o Crackóvia de TV3. Ha sido colaboradora en el programa de radio de Anda ya de Los 40 Principales y en Vamos Tarde, programa de radio de Europa FM dirigido por Frank Blanco (Zapeando, La Sexta), colaboradora del programa radiofónico de Onda Cero Surtido de ibéricos con Carlos Latre Colaboradora en el programa matinal Aruser@s (llamado Arusitys en su primera temporada) de La Sexta junto a Alfonso Arús.  Presentadora del programa Arranca en verde de TVE y de Juegas o qué. Actualmente es colaboradora del programa radiofónico Más de Uno de Onda Cero con Carlos Alsina, Vamos a ver de Telecinco, y Versió de Rac1.

## Imitaciones
- Esperanza Aguirre
- Isabel Díaz Ayuso
- Luz Casal
- Gloria Serra
- Carmen Lomana
- Paulina Rubio
- Tamara Falcó
- Antonia Dell'Atte
- Susanna Griso
- Alaska
- María Patiño
- Eva Hache
- Ana Botella
- Duquesa de Alba

- La que se avecina
  - Estela Reynolds (Antonia San Juan)
  - Lola Trujillo (Macarena Gómez)
  - Berta Escobar (Nathalie Seseña)
  - Judith Becker (Cristina Castaño)

- Chabelita
- Isabel Pantoja
- Verónica Forqué
- Julia Otero

- Los Simpson
  - Edna Krabappel
  - Nelson Muntz
  - Ralph Wiggum
  - Martin Prince
  - Agnes Skinner
  - Seymour Skinner

- Elsa Punset
- Chus Lampreave
- Susana Díaz
- María del Monte
- Carmen Machi
- Ximena Córdoba
- Tita Cervera
- María Casado
- Ylenia Padilla de Gandía Shore
- Anna Simon
- Celia Villalobos
- Carme Ruscalleda
- Manuela Carmena
- María Teresa Campos
- Toñi Moreno
- Terelu Campos
- Paz Padilla
- Belén Esteban
- Anne Igartiburu
- Belén Rodríguez
- Eva González
- Carlota Corredera
- Alba Carrillo
- Maite Galdeano
- Raquel Bollo
- Mónica Naranjo
- Chenoa
- Soy una pringada
- Adelita Power
- Andrea Compton
- Dulceida
- Aramís Fuster
- Mila Ximénez
- Rosalía
- Najwa Nimri
- Georgina Rodríguez
- Maestro Joao
- Josie
- Melody

- OT 2017
  - Lola Índigo
  - Aitana

- Élite
  - Lucrecia "Lu" Montesinos (Danna Paola)
  - Beatriz Caleruega (Lola Marceli)
  - Nadia Shana (Mina El Hammani)
  - Pilar Domínguez (Irene Arcos)
  - Marina Nunier (María Pedraza)
  - Azucena de Muñoz (Elisabet Gelabert)
  - Carla Rosón (Ester Expósito)
  - Inspectora (Ainhoa Santamaría)

## Programas de televisión
- Los viernes al show (Antena 3, 2014)
- Zapeando (La Sexta, 2015)
- El último mono (La Sexta, 2015) como Susana Díaz
- Crackòvia (TV3, 2015) como Shakira y Gloria Serra
- Qué tiempo tan feliz (Telecinco, 2016)
- Hazte un selfi (Cuatro, 2017)
- MasterChef Junior (TVE, 2017)
- Streetviú (#0, 2017)
- Dicho y hecho (La 1, 2018)
- Aruser@s (La Sexta, 2018-¿?)
- Arranca en verde (TVE, 2019-¿?)
- ¿Juegas o qué? (TVE, 2019)
- Arusitys Prime (Antena 3, 2019)
- Mi gran noche (Canal Sur Televisión, 2020)
- Typical Spanish (TVE, 2020)
- Espejo público (Antena 3, 2021)
- El circ (8tv, 2021-2023)
- Sonríe, es Navidad (Telemadrid, 2021)
- Y ahora Sonsoles (Antena 3, 2023)
- Vamos a ver (Telecinco, 2023)

## Películas
- Hotel Bitcoin - Personaje: Carmen (Idolo Films y La Canica films, 2024)

## Programas de radio
- Anda ya (Los 40 Principales, 2016)
- Vamos tarde (Europa FM, 2016-2017) con Frank Blanco
- Surtido de ibéricos (Onda Cero / Melodía FM, 2018-2019) con Carlos Latre
- Más de uno (Onda Cero, 2021-¿?)
- Versió (Rac1 (Cataluña), 2023
- Todas para una (Onda Cero, 2024-¿?)

## Series
- Los Vandelay (serie en línea)
- Mambo 2ª Temporada - Personaje: Eva Cañas (Playz, 2018-¿?)